# Camilla Gregersen
Camilla Gregersen (født 1. november 1976 i Aarhus) er en dansk akademiker, der er administrerende direktør i Ungdomsbureauet. Hun var næstformand i hovedorganisationen Akademikerne 2016-2024 og var forperson for DM 2015-2024.
Gregersen er desuden næstforkvinde i Kvinderådet, og har siden 2019 været medlem af Dataetisk Råd. Hun har en plads i repræsentantskabet for Institut for Menneskerettigheder og Realdania.
Camilla Gregersen er uddannet cand.mag i 2004 fra Roskilde Universitet i uddannelsesstudier og socialvidenskab. Gregersen har også en mastergrad i Business Administration fra Syddansk Universitet. Var ordfører for Danske Studerendes Fællesråd i årene 2001-2003 og var fortaler for at bevare studienævn og at sikre de studerende to pladser i de nye bestyrelser der blev implementeret i Universitetsloven.
Op til Folketingsvalget i 2019 kom Socialdemokratiet med forslag om Arne-pension. Parallelt opfandt Camilla Gregersen og DM seniorpension og foreslog den løsning til politikerne sammen med Ældresagen. Det blev grebet af oppositionen og blev politisk besluttet.
Fra 2019 til 2024 stod Camilla Gregersen i spidsen for fire fusioner med mindre fagforbund der bragte medlemstallet fra 55.000 medlemmer til knap 80.0000.
I sommeren 2024 gik Camilla Gregersen på selvvalgt orlov på grund af problemer med arbejdsmiljøet i DM.  Hun vendte tilbage som forperson en måned senere, men valgte på den baggrund ikke at genopstille som forperson for DM i sommeren 2024. Posten blev i januar 2025 overtaget af Janne Gleerup der havde vundet det efterfølgende kampvalg om DMs forpersonspost i oktober 2024.
Camilla Gregersen begyndte som direktør for Ungdomsbureauet 1. marts 2025.
Camilla Gregersen er medlem af Dataetisk Råd indtil 2027.